# Нильссон, Ида
Ида Гётильда Нильссон (швед. Ida Göthilda Nilsson; 7 февраля 1840, Лунд — 24 декабря 1920, там же) — шведская художница, скульптор и собиратель пословиц.

## Биография и творчество
Ида Нильссон родилась в Лунде в 1840 году. Её родителями были Свен Нильссон, преподаватель зоологии в Лундском университете, и его жена Элизабет Сесилия Берг. Ида была младшей из шестерых детей в семье. Сохранилась неопубликованная рукопись Иды Нильссон, в которой она подробно описывает своё детство в родительском доме.
Ида посещала школу в Лунде, а также получала частные уроки языков, музыки и рисования. Будучи женщиной, она не могла поступить в университет, однако самостоятельно изучала то, что её больше всего привлекало: искусство и археологию. Благодаря отцу она имела возможность бывать на научных конференциях, в том числе в Англии, Ирландии, Германии, Франции и Дании, а также посещать музеи и исторические памятники.
Когда Ида Нильссон и её семья жили в Стокгольме, Ида сблизилась с писательницей Фредрикой Бремер и регулярно посещала её салон. Ида восхищалась Фредрикой и, возможно, под её влиянием не стала выходить замуж, чтобы сохранить свободу и независимость. Бремер, в свою очередь, ценила ум и непосредственность Иды.
В 1870-х годах Ида Нильссон заинтересовалась искусством скульптуры и начала брать уроки у Йенса Йерихау в Датской королевской академии в Копенгагене. Среди её работ — портретные бюсты отца и подруги, Анны Йерта-Ретциус. Не все созданные Идой скульптуры сохранились: в частности, о бюсте Фредрики Бремер известно лишь по письменным свидетельствам.
На рубеже веков Ида Нильссон начала собирать народные пословицы и поговорки провинции Сконе. Собранный материал она разделяла на тематические группы, организованные по алфавитному принципу. Кроме того, она указывала точное место происхождения. В этой работе объединились её близкое знакомство с простым народом и владение научными методами.
Ида Нильссон умерла 24 декабря 1920 года, в рождественский Сочельник. Она была похоронена рядом со своими близкими на кладбище в Лунде.